# Sébastien Hoareau
Pour les articles homonymes, voir Hoareau.
Sébastien Hoareau, né le 9 mars 1985 sur l'île de La Réunion, est un coureur cycliste et directeur sportif français. Il travaille actuellement dans l'encadrement du VC Villefranche Beaujolais.

## Biographie
Sébastien Hoareau commence le cyclisme en 1992 au Vélo Club de Saint-Denis (La Réunion), alors qu'il est âgé de sept ans,. Il arrive ensuite en France métropolitaine à partir de 2004, dans l'espoir de percer en Europe. Resté amateur, il a évolué au VC Lyon-Vaulx-en-Velin et au VC Caladois. Il a notamment remporté une étape d'Arbent-Bourg-Arbent, plusieurs étapes du Tour de La Réunion et deux médailles aux Jeux des îles de l'Océan Indien 2007. 
En 2014, il se classe troisième de la dernière étape du Rhône-Alpes Isère Tour, derrière Clément Venturini et Romain Combaud. Il met finalement un terme à sa carrière à l'issue de la saison 2015, après un dernier succès d'étape au Tour de La Réunion. Hoareau ne quitte pas pour autant le monde du vélo et devient directeur sportif au VC Caladois, renommé par la suite VC Villefranche Beaujolais.

## Palmarès et résultats

### Palmarès par année
- 2001
  - 3e du championnat de France sur route cadets
- 2004
  - Critérium de Briennon
- 2005
  - Prix de la Ville de Cluses
- 2006
  - 4e étape du Tour de Maurice
  - 5eb étape du Tour de La Réunion
- 2007
  - 4e étape du Tour de La Réunion
  -  Médaillé d'argent du contre-la-montre par équipes des Jeux des îles de l'Océan Indien
  -  Médaillé de bronze de la course en ligne des Jeux des îles de l'Océan Indien
- 2009
  - Critérium de la Saint-Julien
- 2010
  - Arbent-Bourg-Arbent
  - 3e étape du Tour de La Réunion
  - 3e du Tour de La Réunion
- 2011
  - Nocturne d'Aix-les-Bains
- 2012
  - Nocturne d'Aix-les-Bains
  - 3e du Tour de La Réunion
- 2013
  - Prix de Saint-Amour
  - 5e étape du Tour de La Réunion
  - 2e du Grand Prix de Saint-Étienne Loire
  - 2e du Tour de La Réunion
  - 3e du Grand Prix de Charvieu-Chavagneux
- 2015
  - 9e étape du Tour Cycliste Antenne Réunion

### Classements mondiaux
| Année           | 2020   |
| --------------- | ------ |
| UCI Europe Tour | 1 057e |